# Gwendolyn B. Bennett
Gwendolyn B. Bennett (Giddings, Texas, 8 de juliol de 1902 – Reading, Pennsilvània, 30 de maig de 1981) fou una artista, escriptora i periodista afroamericana que va contribuir a l'obra Opportunity: A Journal of Negro Life,que va fer una crònica dels avenços culturals durant el Harlem Renaissance. La seva obra més reconeguda és la història curta "Wedding Day" que fou publicada en el primer número de la revista Fire!! i que tractava sobre les conseqüències dels que els diferents grups racials no treballessin junts. Bennett va influenciar de manera molt important per la lluita dels drets de les dones durant el Renaixement de Harlem. Una de les seves contribucions més destacades al Harlem Renaissance va ser la seva novel·la curta "Poets Evening" que pretenia l'entesa entre les comunitats de negres americans per a la seva pròpia acceptació i identificació.

## Vida i educació
Gwendolyn Bennett Bennett va néixer el 8 de juliol de 1902, a Giddings, Texas, filla de Joshua Robbin Bennett i Mayme F. (Abernethy) Bennett. Va passar la seva infantesa primerenca a Wadsworth, Nevada, a la Reserva índia Paiute. Els seus pares foren professors de l'Oficina dels Afers Indis.
El 1906, quan Bennett tenia quatre anys, la seva família va anar a viure a Washington DC i el seu para va poder estudiar dret a la Universitat de Howard i la seva mare va esdevenir esteticista. Els pares de Gwendolyn es van divorciar quan tenia set anys. Mayme va obtenir la seva custòdia, però el seu pare la va raptar i van viure a diversos llocs de l'est del país com a Harrisburg, Pennsylvània i Brooklyn. A aquí, va estudiar a la Brooklyn's Girls' High, on Bennet va obtenir un premi d'art, cosa que la va convertir en la primera negra que va poder entrar en societats literàries i dramàtiques. A l'escola va escriure i va ser actriu. A més a més va escriure el discurs i la cançó de la graduació de la seva classe.
El 1921 Bennet va cursar classes d'art a la Universitat de Colúmbia i el Pratt Institute. El novembre de 1923, mentre estudiava a la universitat, va publicar el seu poema "Heritage" a la revista del NAACP, The Crisis; el desembre del mateix any, aquest poema fou inclòs a la revista de la National Urban League, Opportunity. El 1924, el seu poema "To Usward" fou escollit com una dedicació a la presentació de la novela de Jessie Fauset, There Is Confusion.
Bennett es va graduar de Colúmbia i Pratt el 1924 i va obtenir una plaça a Howard Universitat, com a professora de disseny i art. El 1924 va guanyar una beca per estudiar a la Sorbona, a París. A allà va estudair belles arts a l'Académie Julian i l'École du Panthéon. Durant els seus estudis a París, Bennett va treballar amb una varietat de materials com l'aquarel·la, l'oli, la xilografia, el bolígraf i la tinta, i el bàtik. Però, tot i això, gran part de les seves obres d'aquest període es van destruir per un incendi a la casa de la seva madrastra.

## Harlem Renaissance
Bennett va esdevenir una figura prominent del Renaixement de Harlem i fou coneguda sobretot per la seva poesia i prosa. Les seves obres plasmen algunes ideologies com l'orgull racial negre i la reminiscència dels valors africans com la música i la dansa. Un dels seus poemes que més han influenciat, "Fantasy", no només emfatitza l'orgull racial dels negres si no també de les dones en general.
Quan Bennett va abandonar París el 1926, va tornar a Nova York per esdevenir ajudant de l'editor de l'Opportunity. Durant aquesta època va rebre una beca de la Fundació Barnes pel seu treball en el disseny gràfic i les belles arts. Diverses portades de les revistes Crisis i Opportunity foren dissenyades per Bennet; hi va incloure gent de diverses races, edats, classes i gèneres, per a remarcar la bellesa de la diversitat. Més tard, durant el mateix any va retornar a la Universitat de Howard per a ensenyar-hi belles arts. Quan era ajudant d'edició de l'Opportunity va publicar diversos articles sobre la literatura i les belles arts i va tenir la seva pròpia columna, "The Ebony Flute" (1926-28) en la que parlava sobre molts pensadors i creatius del Renaixement de Harlem.
El 1926, fou cofundadora i editora del periòdic literari Fire!. Concebut per Langston Hughes i Richard Nugent, Bennet fou editora de la revista juntament amb Zora Neale Hurston, John Davis, i Aaron Douglas.. La publicació fallida, actualment és considerat com a cènit del moment cultural del Renaixement de Harlem..
Inspirada en el poema de William Rose Bennet, Harlem, Bennet va titular la seva columna literària amb el títo de "The Ebony Flute". Aquesta columna també va tenir un gran impacte en el Harlem Renaissance, ja que emfatitzava la vida social i cultural de Harlem.
Juntament amb la seva èmfasi en l'orgull racial i la seva columna literària, Bennet també va compartir una visió romàntica del ser africà a través d'una lírica romàntica. Un exemple d'això és la seva famosa poesia To a Dark Girl. Fent un apoderament de les dones negres, la imatgeria i les comparacions a les reines de Bennett han influenciat en el fet que les dones negres hagin abraçat la seva negritud. Bennett va admirar els artistes afroamericans que la van fer sentir orgullosa de formar part de la seva comunitat tot i el que havia experimentat sobre els blancs en el seu passat.
Tot i que l'homosexualitat estava fortament criticada en aquella època, Bennet ha estat una de les autores reconegudes tant per les poetes homosexuals com les heterosexuals. Tot i que les poetes mai havien escrit sobre l'homosexualitat per considerar-ho un tabú, ella i altres poetes van inspirar altres dones a seguir els seus passos anys després.
Els cercles de Harlem, creats per Bennett, foren un espai perquè els escriptors compartissin idees i s'inspiressin. Durant un període de vuit anys, algunes de les figures més destacades del Renaixement de Harlem, com Wallace Thurman i Langston Hughes, es van trobar en aquests grups i, gràcies a això van crear obres significatives. Aquests escriptors i poetes reconeguts potser no haguessin creat les seves obres si no hagués estat per Bennett.

## Crítica
La seva labor durant aquest període de la seva vida va ser elogiada pels seus amics escriptors de Harlem. El dramaturg Theodore Ward va declarar que l'obra de Bennett "fou una de la més destacada del Renaixement de Harlem" i també va dir que Bennett era una "figura dinàmica... caracteritzada per la seva profunditat i enteniment." J. Mason Brewer, un folklorista afroamericà, va aformar que Bennett era una "artista i poeta reconeguda a nivell nacional." Since Brewer un nadiu texà va afirmar que, "els Texans l'havien d'aclamar i que la bellesa de la seva lírica era resultat, en part, de la seva impressió de l'entorn texà de la seva infància." L'activista i escriptor James Weldon Johnson va descriure l'obra de Bennett com "delicada" i "commovedora". Bennett va obtenir un gran reconeixement degut a les crítiques positives que va rebre d'altres membres del Renaixement de Harlem.

## Vida tardana i influència a Harlem
Després de casar-se amb Albert Joseph Jackson el 1927, Bennett va dimitir de la Universitat de Howard Universitat perquè la seva administració desaprovava aquella relació. Aquell any van anar a viure a Eustis, Florida. Aquesta època va ser negativa per la seva obra, ja que estava molt lluny de Harlem per a rebre notícies importants per relatar-les a la seva columna de l'Opportunity. A causa del racisme es van trobar amb problemes financers, van romandre a Florida només tres anys abans d'anar a viure a Long Island el 1930. Llavors Bennett va tornar a escriure més freqüentment, després de treballar amb el Projecte Federal d'Escriptors i el Projecte Federal d'Art. Després de perdre la seva llar de Long Island, el 1936 va morir el seu marit i Bennett va retornar a Nova York.
El 1940, es va casar amb l'escriptor i educador Richard Crosscup, que era blanc. El seu matrimoni interracial no va ser ben acceptat a la seva època. Tot i això, Bennet encara estava apassionada per Harlem i durant la dècada del 1940 va continuar creant obres d'art. El 1935 fou membre del Gremi d'Artistes de Harlem i entre el 1939 i el 1944 va liderar el Centre Comunitari d'Art de Harlem.
El 1941, Bennett fou investigada per l'FBI sota la sospita que fos comunista i fins al 1959 no van afirmar que no n'havien trobat evidències. Tot i això, aquesta experiència va provocar que sortís dels ulls públics i que comencés a treballar com a secretària de la Unió de Consumidors. Bennett es va retirar el 1968 i van anar a viure amb el seu marit a la petita ciutat de Kutztown, Pennsilvània, on van obrir una botiga d'antiguitats.
El 1980, el seu marit morí d'un atac de cor i Bennett va morir degut a complicacions cardíaques el 30 de maig de 1981 a l'Hospital de Reading, a Reading, Pennsilvanià.

## Poesia
Bennett va aconseguir molts èxits en diferents camps en els que va treballar. Fou “Poeta, escriptora de contes, columnista, periodista, il·lustradora, artista gràfica i mestra d'art.
Com a poeta, 22 poemes seus van aparèixer en revistes publicades durant el Renaixement de Harlem. Bennet va obtenir reconeixement en moltes revistes i molts escriptors la van admirar.

### Històries curtes
- 1926 – "Wedding Day", Fire!!
- 1927 – "Tokens", Ebony & Topaz

### No-ficció
- 1926–28 — "The Ebony Flute" (columna), Opportunity
- 1924 — "The Future of the Negro in Art", Howard University Record (desembre)
- 1925 — "Negros: Inherent Craftsmen", Howard University Record (febrer)
- 1928 — "The American Negro Paints", Southern Workman (gener)
- 1934 — "I go to Camp", Opportunity (agost)
- 1934 — "Never the Twain Must Meet", Opportunity (març)
- 1935 — "Rounding the Century: Story of the Colored Orphan Asylum & Association for the Benefit of Colored Children in New York City", Crisis (juny)
- 1937 — "The Harlem Artists Guild", Art Front (maig)

### Poesia
- 1923 — "Heritage", Opportunity (desembre)
- 1923 — "Nocturne", Crisis (novembre)
- 1924 — "To Usward", Crisis (maig) i Opportunity (maig)
- 1924 — "Wind", Opportunity (novembre)
- 1925 — "On a Birthday", Opportunity (setembre)
- 1925 — "Pugation", Opportunity (febrer)
- 1926 — "Song", Palms (octubre)
- 1926 — "Street Lamps in Early Spring", Opportunity (maig)
- 1926 — "Lines Written At the Grave of Alexandre Dumas", Opportunity (juliol)
- 1926 — "Moon Tonight", Gypsy (octubre)
- 1926 — "Hatred", Opportunity (juny)
- 1926 — "Dear Things", Palms (octubre)
- 1926 — "Dirge", Palms (octubre)

La seva obra ha estat presentada en nombroses antologies del període com:
- Countee Cullen's Caroling Dusk (1924)
- Alain Locke's The New Negro (1925)
- William Braithwaite's Yearbook of American Poetry (1927)